# Психология творчества
Психология творчества — раздел психологии, изучающий творческую деятельность, созидание человеком нового, оригинального в различных сферах деятельности, прежде всего: в науке, технике, искусстве, а также в обыденной жизни, быту; формирование, развитие и структуру творческого потенциала человека.
Психология творчества — раздел психологии, разрабатываемый общей психологией, психологией личности и дифференциальной психологией. Эта область знания изучает психологические закономерности строения, регуляции и развития творческой деятельности, а также особенности творческой личности, природу способностей.
Психология творчества направлена на выявление факторов, делающих личность творчески активной.
Психология творчества — один из самых трудных разделов психологии из-за расплывчатости критериев нового и оригинального.
Психология творчества представлена в различных направлениях психологии: культурно-историческом подходе, теории деятельности, психоанализе, гештальттеории, экзистенциализме, гуманистических течениях, когнитивной психологии. Психология творчества имеет большое значение и для других наук: философии, социологии, политологии, экономики, менеджмента, рекламы, маркетинга, информатики, педагогики, культурологии, искусствоведения.

## Значение проблемы творчества
В теоретическом плане творчество представляет собой комплексный объект изучения, входящий в предмет многих наук. Для психологии понятие творчества является одной из центральных тем. Это связано с тем фактом, что в его актах в различном виде проявляются фактически все психические процессы: когнитивные, аффективные, волевые.
Практическая значимость темы возрастает по той причине, что на настоящем этапе развития в связи с преобразованием характера труда, роль творчества в жизни человечества постоянно повышается.

## История

### Античность

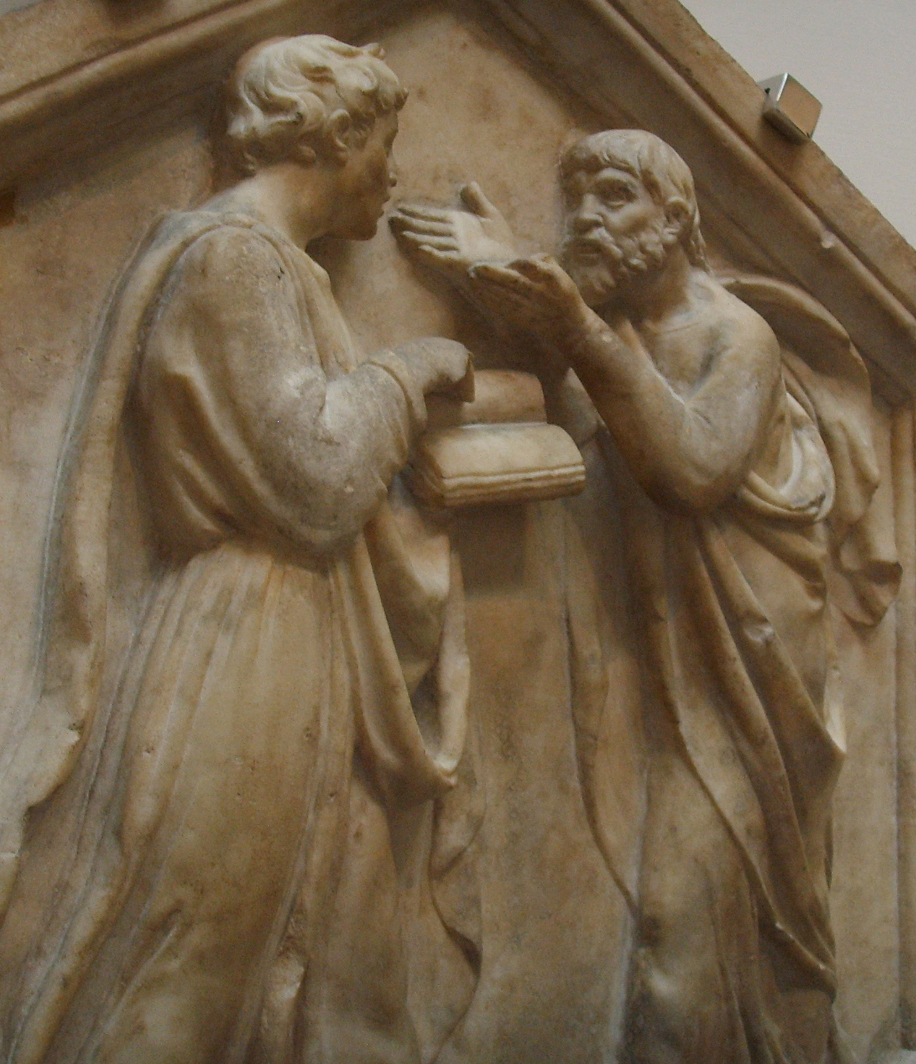
Платон и Аристотель (изображены наоборот), XV в.

Для античных философов творчество выступало в двух формах: как божественное — акт рождения космоса и как человеческое — искусство, ремесло. Аристотель отрицал божественный акт творения, утверждая, что творчество есть создание нового и уникального. Платон говорил, что способность творить подчинена созерцанию.

### XIX—XX вв.
Психология творчества появилась на рубеже 19—20 столетий, не являясь ещё отдельной сферой знания, она рассматривала определённую сторону творчества. Источниками данных были биографии, автобиографии, литературные произведения. Ученые обобщали полученный материал и выделяли виды способностей к творчеству, качества творческой личности, фазы творческого процесса, описывали природу творчества. Развитие экспериментальной психологии повлияло на способы исследования психологии творчества. Стали использоваться активные методы получения исходных данных. Психологи использовали такие методы как анкетирование, интервьюирование, проводили экспериментальные исследования. Таким образом, творчество изучалось с разных сторон. Психология творчества превратилась в конгломерат знаний, она включала в себя психологические, философские, эстетические, технические и другие идеи.

### Научно-техническая революция
Условия для нового этапа развития психологии научного творчества возникли в ситуации научно-технической революции, когда существенно выросла потребность в эффективном управлении творческой деятельностью, прежде всего: в науке и технике. В обществе появился запрос: было необходимо выращивать творческих работников, стимулировать их творческий успех, создавать условия мотивации, формировать творческие коллективы. В ответ на эту потребность выделилось отдельное направление, изучающее научное и техническое творчество. В 1950 г. американский психолог Д. Гилфорд предложил своим коллегам по ассоциации расширить исследования в области психологии творчества. Однако знания, которые появились в области психологии творчества, не смогли удовлетворить поставленную задачу. Появилось множество исследований, которые не являлись системными, что спровоцировало снижение эффективности деятельности. Изобилие работ вышли за рамки возможностей их обобщения.

## Теории творчества

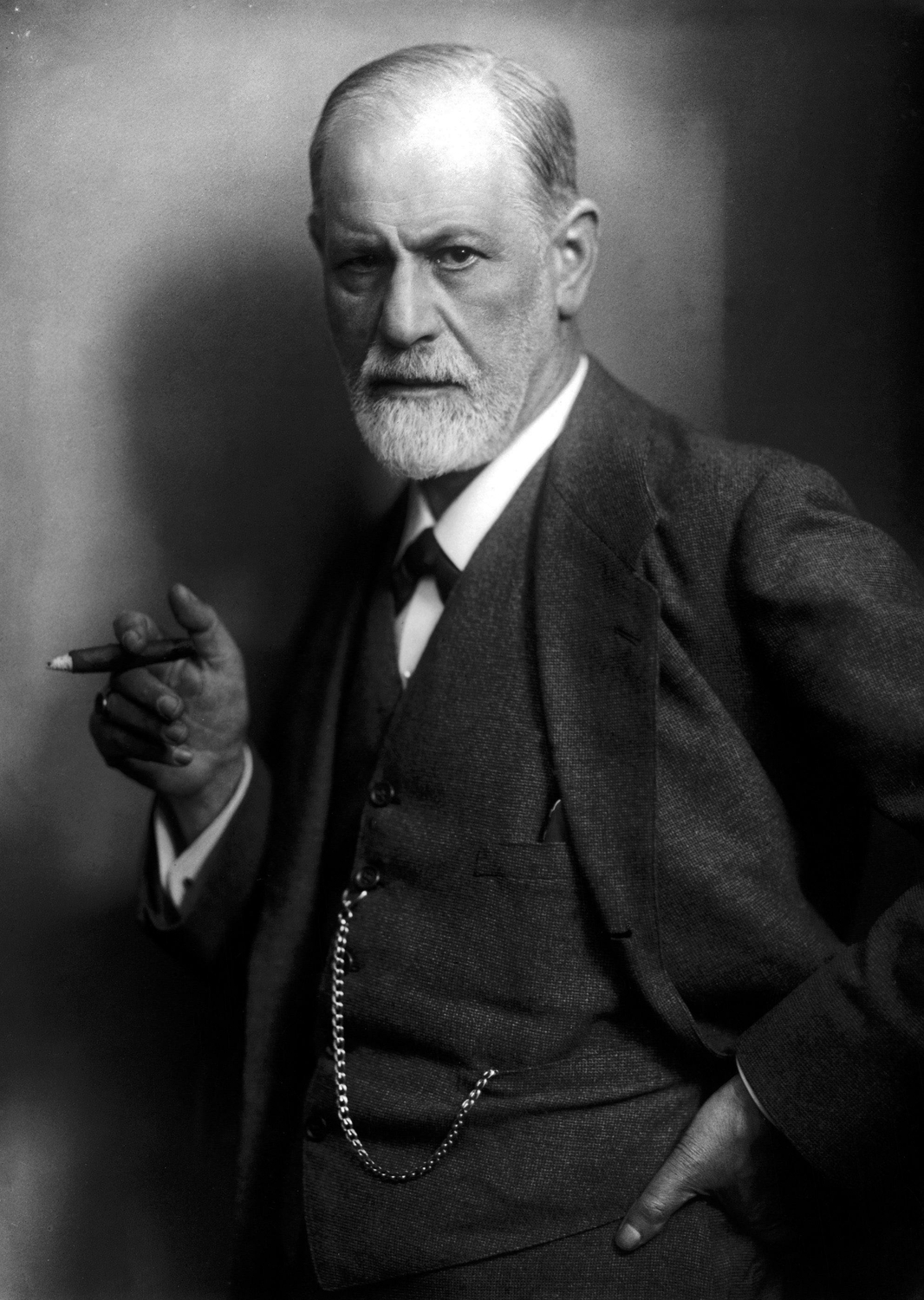
Зигмунд Фрейд

### Основания творчества в соответствии с направлениями глубинной психологии
Психология творчества психоанализа, изначального направления глубинной психологии, созданного З. Фрейдом, рассматривает два основных аспекта: мотивацию и бессознательные компоненты творчества. Согласно Фрейду мотивы творчества связаны с эросом (влечение к жизни) и являются производными от сексуальных влечений. Творчество — это результат сублимации сексуальной энергии в социально приемлемых формах деятельности, в том числе созидательной, творческой. По З. Фрейду бессознательное — «самая творческая часть психики».
К. Юнг основатель аналитической психологии, выделял в человеке два начала — личностное и творческое, которые могут находиться в антагонистических отношениях. Он утверждал, что зародышами будущих психических ситуаций, новых мыслей, творческих открытий полны архетипы коллективного бессознательного. Они являются источниками творческого вдохновения.
По Э. Нойманну творческой функцией обладает бессознательное, которое создает свои формы спонтанно, примерно так же, как это делает природа, которая — от атома и кристалла до органической жизни и планетных систем — спонтанно создает формы, способные производить впечатление на человека своей красотой.
Архетипы коллективного бессознательного являются изначально бесформенными структурами, приобретающими видимые очертания в искусстве.
По утверждению Э. Нойманна у огромного количества писателей и художников доминирующее положение занимает архетип матери, превалирование которого является символом определяющего значения архетипического мира, как целого, влияние, которого может доставать до биопсихического уровня. При этом определяющим фактором доминирования архетипа матери являются отношения с матерью, в котором находится эго ребёнка, а не взрослого человека.
Основатель индивидуальной психологии А. Адлер считал, что каждый человек изначально обладает творческой силой, благодаря которой может управлять собственной жизнью. Его компенсационная теория творчества рассматривает науку, искусство и другие области культуры как способ компенсации человеком своих недостатков.

### Теория творчества гештальтпсихологии
С позиций гештальтпсихологии творчество — это «замыкание» в процессе мышления в единое целое разрозненных фактов, приведение во взаимодействие отдельных хранящихся в памяти фрагментов знания, что приводит к озарению. Представитель гештальпсихологии М. Вертгеймер занимался изучением творческого мышления. На основе разработанного метода «рассуждения вслух» в диалоге с экспериментатором он изучал стадии мышления. В контексте исследований гештальтпсихологии были введены в научный оборот следующие плодотворные понятия: «проблемная ситуация», «инсайт», «продуктивное мышление», «центрированная структура», «перецентрирование». М. Вертгеймер в беседах с А. Эйнштейном исследовал и интерпретировал роль ассоциаций в творческом мышлении физика, используя описание его теории относительности. Соотнести творческий процесс с творческим продуктом не удалось. По его мнению, творческая активность субъекта скрыта за возникновением новых идей не только в физике, но и в психологии.

### Когнитивная теория творчества
Дж. Келли рассматривал творчество как альтернативу банальному. Он разработал теорию творчества и творческой личности, описав впервые альтернативное гипотетическое мышление. По мнению Дж. Келли, жизнь — это творческий исследовательский процесс. Согласно его позиции личность — это уникальная система конструктов, которую она использует для интерпретации жизненного опыта, созидания собственной модели мира.

### Гуманистическая теория
А. Маслоу рассматривал творчество как универсальную функцию человека, которая помогает ему в самовыражении. По его мнению, способность к творчеству является врожденной и не требует специальных талантов. К. Роджерс рассматривал творчество как универсальное явление, он считал, что сама жизнь и восприятие мира есть творческий акт. Он определял творчество как создание нового продукта с помощью действий.

### Теория развития творческой личности
Автором теории является Г. С. Альтшуллер. Он полагал, что способность к творчеству не талант, а природа человека. Творчество реализуется в интеллектуальной и духовной деятельности. Творческие способности есть у каждого человека, для того, чтобы они открылись необходимы условия для их реализации. Главное — создать мотивацию на творчество и овладеть технологией творческого труда. Основным способом развития творческой личности является самосовершенствование.

## Концепция творчества Я. А. Пономарева
Согласно определению Я. А. Пономарёва творчество в широком смысле слова есть всякое взаимодействие, ведущее к развитию; это механизм развития. «Творчество — необходимое условие развития материи, образования её новых форм, вместе с возникновением которых меняются и сами формы творчества. Творчество человека лишь одна из таких форм».
Работы Я. А. Пономарева имеют не только общепсихологическое значение, но и общенаучное. Изучение научного наследия Я. А. Пономарева позволяют выделить основные «краеугольные камни» его теории:
- открытие факта неоднородности результата действия человека: выделение в нём прямого (осознаваемого) и побочного (неосознаваемого) продуктов деятельности, выявление психологического механизма интуиции;
- учение о психологическом механизме творчества (и поведения) и его центральном звене — внутреннем плане действий (ВПД), или, что то же самое — способность действовать в уме (СДУ). Формирует ВПД сознание.[14];
- открытие сначала принципа, а затем универсального общепсихологического закона ЭУС («этапы-уровни-ступени») — закона преобразования этапов развития системы в структурные уровни её организации и ступени дальнейших развивающих взаимодействий;
- теория этапов (типов) развития психологического (научного) знания[15].

### Феномен неоднородности результата действия
В студенческие годы Я. А. Пономарев сделал первое открытие, изучив влияние подсказки на решение задач («Четыре точки»), он обнаружил феномен неоднородности результата действия человека. Согласно мнению ученого, основой творческого процесса является интуитивный механизм, который определяется двойственностью результата деятельности. Одна часть результата деятельности соответствует сознательно поставленной цели и называется прямым продуктом, а другая, полученная помимо сознательного намерения, — побочным. Неосознаваемый, побочный продукт деятельности может приводить к неосознанному решению, которое называется интуитивным. Особенностями этого решения являются наличие чувственного образа, целостность и неосознанность способа получения. Факт неоднородности результата действия человека, то есть наличие в нём осознаваемого (связанного с работой логики) и неосознаваемого (связанного с работой интуиции) продуктов деятельности, позволяет говорить о роли взаимодействия логического и интуитивного опыта в едином процессе творческого мышления. Этот факт натолкнул Я. А. Пономарева на разработку представлений о логическом механизме взаимоотношения взаимодействия и развития.
Я. А. Пономарев проводит различие между логическим и интуитивным опытом. На основе проведенных экспериментов учёный сделал следующие выводы:
- есть определённый пласт человеческого опыта, который недоступен для произвольного запроса со стороны субъекта, однако он реально существует, в чём можно убедиться, если найти к нему адекватный ключ;
- ключ к интуитивному опыту находится на уровне действия, то есть человек может проявить свою интуицию, попытавшись проделать какое-либо действие. Тогда интуитивный опыт может проявиться, ведя за собой субъекта, направляя его руку;
- формирование логического и интуитивного опыта происходит в действии. То, что относится к цели действия, образует сознательный, логический опыт. Интуитивный же опыт формируется помимо сознательной цели действия[16].

### Исследования внутреннего плана действий
На протяжении многих лет Я. А. Пономарев занимался исследованием умственного развития детей. В основу разработанной им теории умственного развития была положена идея, согласно которой сущность мышления заключается в создании умственных моделей и действия с ними. Успешность выполнения таких действий, по мнению Я. А. Пономарева, зависит от уровня развития внутреннего плана действий. Позднее использовался термин «способность действовать в уме». По мнению ученого, эта способность является центральным звеном психологического механизма творчества и поведения человека в целом.
«Внутренний план действий, или способность действовать в уме, — несомненно, ключевое условие развития специфических для человека умственных способностей..»

### Стадии творческого процесса
Согласно Я. А. Понамареву, в истории психологии творчества исследуется классическая проблема фаз творческого процесса, их классификации и интерпретации. После работы над книгой «Психология творческого мышления», Я. А. Пономарев «снова встретился с проблемой ступеней (фаз, стадий) творческого процесса».
В своих работах учёный исследовал и анализировал труды Т. Рибо, Б. А. Лезина, П. К. Энгельмейера, А. М. Блоха, Ф. Ю. Левинсон-Лессинга, Г. Уоллеса. Классификации, предлагаемые разными авторами, отличаются друг от друга, но в своем общем виде они имеют примерно следующее содержание:
- первый этап (сознательная работа) — подготовка — особое деятельное состояние, усилия, сбор и обработка информации, относящейся к решаемой проблеме в области сознание, наработка знаний, умений по проблеме и их сохранение в памяти, являющееся предпосылкой для интуитивного проблеска новой идеи, обеспечивающее инициацию процессов решения проблемы в бессознательном;
- второй этап (бессознательная работа) — созревание — работа над проблемой бессознательных, интуитивных процессов, инкубация направляющей идеи;
- третий этап (переход бессознательного в сознание) — вдохновение, инсайт — прорыв результата бессознательной работы в сферу сознания идеи, принципа изобретения, открытия, вначале в гипотетическом виде;
- четвёртый этап (сознательная работа) — развитие идеи, её окончательная доработка, оформление и проверка[17].

Первая классификация стадий творческого процесса характерна для наиболее раннего периода психологии творчества. В более позднем периоде характеристики чувственных оттенков, упоминания о бессознательной работе встречаются реже. Классификация приобретает следующий вид:
- осознание проблемы (возникновение проблемы, понимание наличных фактов, постановка вопроса);
- разрешение проблемы (выработка гипотезы, развитие решения, вскрытие принципа, выработка суждения, фиксирующего решение);
- проверка решения.[6]

По мнению Я. А. Пономарева, первый тип классификации более психологичен. В свою очередь, второй тип классификации появился как следствие отказа от поисков механизмов бессознательной работы, а также отказа признания её как факта.

### Закон ЭУС
Проведение цикла экспериментальных исследований творческого мышления взрослого человека и умственного развития ребёнка и сопоставление полученных результатов привело Я. А. Пономарева к открытию сначала принципа, а затем универсального закона ЭУС («этапы-уровни-ступени»). Согласно этому закону этапы онтогенетического развития психологического механизма мышления превращаются в структурные уровни организации этого механизма и выступают затем в виде функциональных ступеней решения творческих задач или любых проблем в новых для человека ситуациях. Разработанная Я. А. Пономаревым структурно-уровневая концепция позволяет сравнивать строение явлений, объектов и их эволюционный прогресс. Принцип ЭУС, первоначально относящийся к творческому мышлению и творчеству, превратился в универсальный закон ЭУС, означающий «двухполюсность» мира и заключающийся в единстве и борьбе противоположностей. Такие психологические феномены как логика и интуиция, рациональное и эмоциональное, осознаваемые и несознаваемые продукты деятельности, внешний и внутренний план деятельности закономерно, вписаны в данную систему.

### Типы знаний о психологии творчества
Я. А. Пономарев выделял три типа знаний о психологии творчества, которые возникли, исходя из его положений об этапах развития гносеологического механизма психологического познания:
- первый тип знаний: созерцательно-объяснительный (синкретический);
- второй тип знаний: эмпирический (многоаспектный);
- третий тип знаний: действенно-преобразующий (системный).[6]

Созерцательно-объяснительный тип знаний характеризуется тем, что при продуцировании знаний данного типа исследователь не вмешивается намеренно в ход изучаемых событий, он фиксирует и описывает их. В психологии творчества созерцательные знания вырастают из практики, житейского опыта, литературных произведений и т. п., они систематизируют все то, что доступно каждому члену общества. Эмпирический тип знаний отличается от первого типа знаний, прежде всего, опытным подходом, который отвечает той или иной практической потребности. На этом уровне происходит анализ различных сторон изучаемых явлений, выделяются множество критериев, по которым строится анализ. Действенно-преобразующий тип знаний необходим для упорядочивания и систематизации эмпирической многоаспектности. В основе данного типа знания лежит принцип взаимодействия, который опирается на структурно-уровневую теорию.
«Проверенная мною корректность экстраполяции положений об этапах развития психологического механизма индивидуального познания на область общественного познания, а также успешно построенное на этой основе представление о гносеологическом механизме психологии творчества окончательно убедили меня в особой значимости моего открытия (выявление подобия форм ступеней решения творческой задачи формам этапов онтогенеза способности действовать в уме)». 
На основе принципиальной схемы общего закона ЭУС и представлений о трех типах знаний о психологии творчества, Я. А. Пономарев занимался изучением и разработкой проблем истории психологии творчества.

### Изучение природы творчества
Творчество, как пишет Я. А. Пономарев, — чрезвычайно многообразное понятие В своих исследованиях природы творчества Я. А. Пономарев выделяет три подхода, отмечая, что каждый из них в ходе своего развития сталкивается с рядом трудностей. При первом подходе творчество рассматривается как деятельность человека, созидающего новые ценности, имеющие общественную значимость. При втором подходе творчество связывается с деятельностью человека, направленной на самовыражение, самоактуализацию личности. Согласно третьему подходу творчество рассматривается как процесс решения задач. Анализ содержания основ психологии творчества (природы психического и природы творчества) приводит к следующим положениям.
«Творчество предстает как единство взаимодействия и развития — как развивающее взаимодействие; накладываясь в этом понимании на принципиальную схему закона ЭУС, оно обнаруживает себя как генеральный механизм движения. Данное понимание творчества имеет предельный логический объём — оно распространяется на все формы движения».
Исходя из концепции Я. А. Пономарева, потенциальным предметом психологии творчества может быть система взаимодействия субъекта с субъектом (объектом).